# Nicolás María Sierra
Nicolás María Sierra  (Aragón, 1750-Madrid, 6 de julio de 1817) fue un político español.  

## Biografía
Jurista ilustrado, Alcalde de Casa y Corte y Fiscal de Crimen de Audiencia, con la invasión francesa participó en la Junta Suprema Central siendo secretario del Despacho de Hacienda en 1810 y secretario del Despacho de Gracia y Justicia entre ese año y 1811. Formó parte del Consejo de Indias.